# Betar

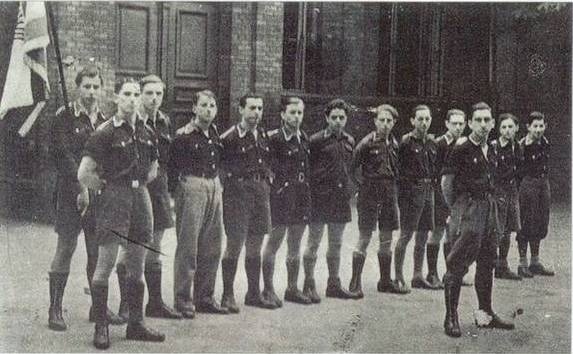
Członkowie Betaru w Niemczech (1936)

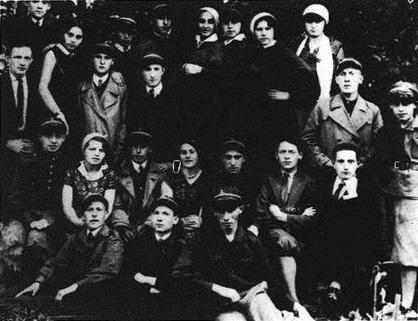
Członkowie Bejtaru w Szydłowcu (ok. 1932)

Betar, również Bejtar (hebr. ‏בית"ר‎, Bejtar, akronim od ברית יוסף טרומפלדור, Brit Josef Trumpeldor, pełna nazwa hebr. ברית הנוער העברי על שם יוסף טרומפלדור, Brit ha-No’ar ha-Iwri al szem Josef Trumpeldor, Związek Młodzieży Hebrajskiej im. Josefa Trumpeldora) – żydowska syjonistyczna organizacja młodzieżowa powstała w ramach ruchu rewizjonistycznego 27 grudnia 1923 roku w Rydze. Funkcjonowała w II Rzeczypospolitej Polskiej, Mandacie Palestyny oraz w wielu państwach Europy i świata.
Przed II wojną światową Bejtar był organizacją, której celem było wychowywanie młodzieży żydowskiej. Organizacja skupiała się na przygotowaniu młodych Żydów do aliji do Palestyny, promowaniu nauki języka hebrajskiego oraz prowadzeniu szkoleń paramilitarnych. W założeniu członkowie Bejtaru mieli stanowić przyszłe kadry żydowskich sił zbrojnych oraz elity polityczne. Ruch ulegał stopniowej radykalizacji i podejmował niezależne od ruchu rewizjonistycznego działania. Znaczącą pozycję i wpływy uzyskały środowiska z polskiego i palestyńskiego Bejtaru. W latach 30. XX wieku ruch nawiązał współpracę z Irgunem, z którym realizował wspólne szkolenia wojskowe i organizował nielegalną emigrację Żydów europejskich do Palestyny.
Współcześnie Bejtar pozostaje międzynarodową organizacją młodzieży żydowskiej. Zajmuje się organizowaniem szkoleń, konferencji i programów dla Żydów z całego świata. Ruch posiada oddziały w 30 państwach.

## Przyczyny powstania
Literatura przedstawia kilka przyczyn powstania Bejtaru. Przede wszystkim, od czasu pogromów Żydów w Imperium Rosyjskim (m.in. w Kiszyniowie w 1903 roku) Ze’ew Żabotyński rozpoczął rozważać ideę żydowskiej samoobrony w diasporze, która z czasem mogłaby służyć jako zaplecze dla armii żydowskiej. Nasilające się pogromy społeczności żydowskich w Europie Wschodniej oraz zbrodnie na ludności cywilnej w trakcie I wojny światowej skłoniły zafascynowaną syjonizmem młodzież do samozorganizowania się w ramach grup mających zapewnić bezpieczeństwo. Sam Żabotyński namawiał Żydów do aktywizmu w ramach ruchu syjonistycznego. Podczas wykładów w Rydze spotkał się z grupą, która zwała się Machabeusze. Wrażenie, jakie wywarła ich determinacja i zaangażowanie sprawiły, że w 1923 roku założony został Bejtar. Oprócz tego Żabotyński od dłuższego czasu zafascynowany był młodzieżowymi organizacjami jak Sokół z Czechosłowacji, Strzelec w Polsce czy Avanguardisti z Włoch. Uważał, że rewizjonizm potrzebuje również ruchu młodzieżowego, który będzie działał na płaszczyźnie wychowania, edukacji, kultury i samoobrony.
Początkowo chciano, aby Bejtar powstał w Polsce jako organizacja harcerska, ale Związek Harcerstwa Polskiego sprzeciwił się temu pomysłowi. W rezultacie za miejsce założenia wybrano Łotwę, jednak w 1928 roku faktyczną siedzibą organizacji, gdzie podejmowano istotne dla ruchu decyzje, została Warszawa .

Większość nurtów w syjonizmie, w szczególności socjalistycznych, posiadało swoje młodzieżówki, które mogły kształtować młodzież w ramach określonej ideologii. Ruchy te służyły za zaplecze kadrowe dla przyszłej działalności politycznej i Jiszuwu w Palestynie. Bejtar, jak inne jego odpowiedniki, mógł zatem wpływać na edukację, wychowanie, postawy polityczne, czy też rozwój swoich członków. W ten sposób Żabotyński tworzył organizację, która tworzyła przyszłą awangardę, a także kadry dla armii żydowskiej. 
Powstanie Bejtaru w Polsce miało szczególne znaczenie. II RP po odzyskaniu niepodległości umożliwiała rozwój życia politycznego, w tym także mniejszości żydowskiej. Zamieszkiwała ona miasta, miasteczka prowincjonalne i handlowe. Społeczność Żydów podzielona była na religijnych i świeckich, na mówiących po polsku, hebrajsku i w jidysz. Żydzi pojawili się również w różnych zawodach, co sprawiło, że tzw. problem żydowski w Polsce stał się przedmiotem szerokiej debaty. Powyższe wraz z doświadczeniami I wojny, antysemityzmu prawicy i ruchów chłopskich sprawiły, że społeczność żydowska jawiła się w myśli Żabotyńskiego jako istotne zaplecze. Dodatkowo liczebność Żydów polskich (3 113 900 osób w 1931 roku) czyniła z nich możliwie wpływową grupę w ruchu syjonistycznym.

## Ideologia i wartości ruchu
Założeniem Bejtaru było kształcenie i wychowywanie młodzieży żydowskiej zgodnie z ideałami mającymi ukształtować „nowego Żyda”. Miała ona stanowić awangardę pionierów, których celem była Ziemia Izraela. Anita Szapira podkreśla, że Żabotyński postrzegał pojęcie i zadania pioniera inaczej niż żydowska lewica. Fizyczna praca na roli była ważna i stanowiła wartość wychowawczą, ale równie istotne było wypełnianie zadań wynikających z potrzeb ruchu narodowego. Młodzieżówka miała charakter paramilitarny. Jej członkowie nosili uniformy, posiadali stopnie. Spotkania, szkolenia czy konferencje opierały się na rytuałach nawiązujących do mitów związanych z Bar Kochbą, Josefem Trumpeldorem, Tel Chaj i Masadą. Jak pisze Sprinzak, Bejtar ucieleśniał romantyczny heroizm, którego wyznawcą był Żabotyński.

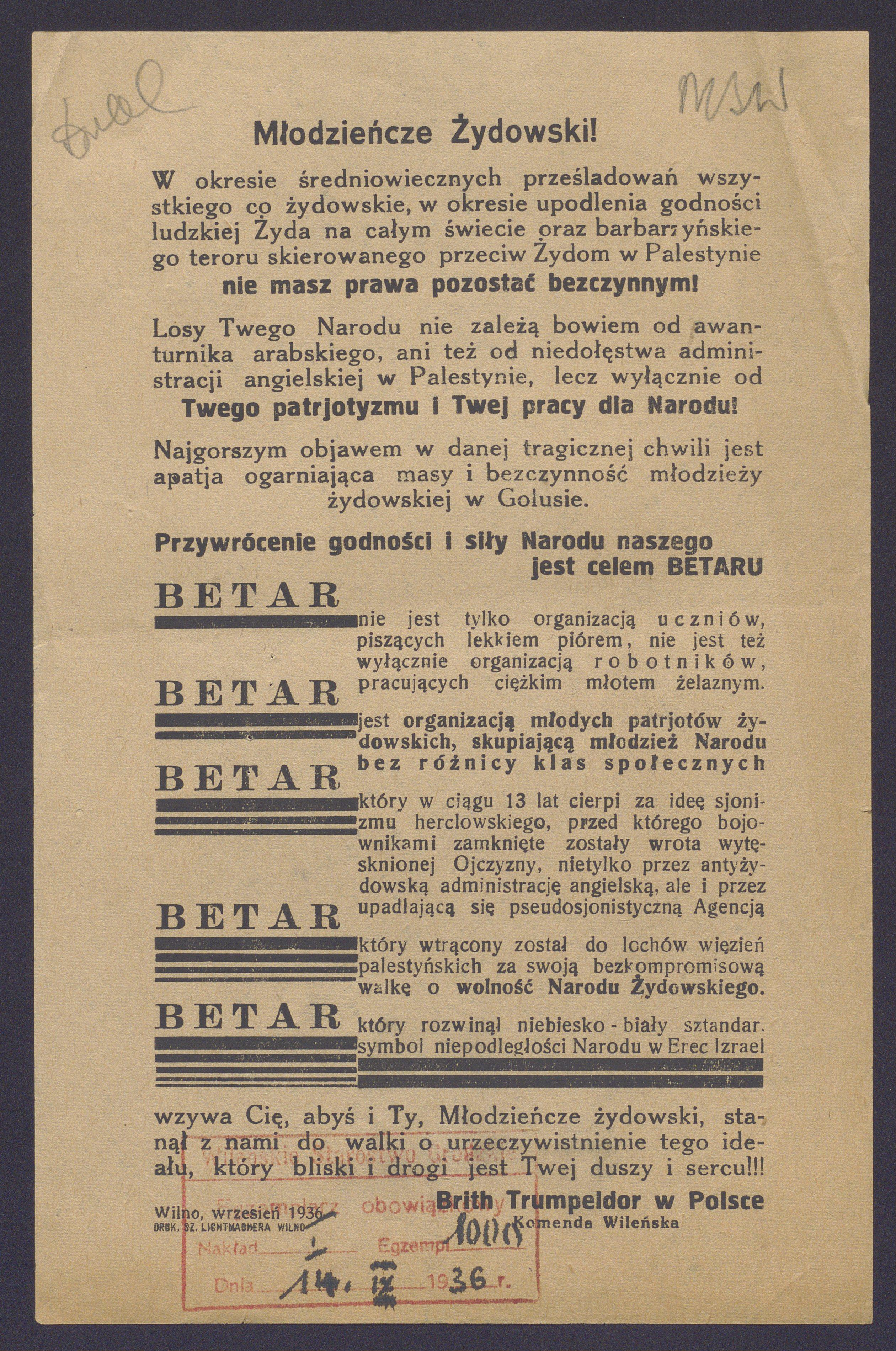
Ulotka Bejtaru z 1936 roku

Bejtar, w myśl kształtowania „nowych Żydów”, pełnił charakter organizacji wychowawczej. Jego członkowie mieli zakaz spożywania alkoholu, odwiedzania barów, nie pozwalano na publicznie przeklinanie i bluźnienie, a także trzeba było szanować święta żydowskie (mimo świeckiego charakteru Bejtaru). Na obozach szkoleniowych wykładano hebrajską literaturę, poezję i kulturę. Wszystko to w celu budowania nowej tożsamości, pozbawionej „niewolniczej mentalności” i „plugastwa getta”. Wychowanie w Bejtarze miało kształtować patriotyczne postawy, oddanie państwu i narodowi. Celem młodzieżówki było nie tylko tworzenie kuźni przyszłych elit politycznych rewizjonistów, ale także tworzenie zaplecza dla przyszłej armii żydowskiej.
Bejtar krytykował również ideę asymilacji kulturowej. Uznawano, że Żydzi powinni reprezentować swój naród, a nie odcinać się od niego. „Jerozolima Wyzwolona” opisała trzy typy takiej asymilacji. Dwie z nich całkowicie negatywne, czerwona i czarna. Pierwsza, związana z syjonistyczną lewicą, Bundem czy komunistami, którzy chcą „utopić” kwestię żydowską w „morzu rewolucji klasowej”. Druga wiązała się z odejściem całkowitym od narodu. Wiązała się z przywiązaniem do realiów getta, aklimatyzacją w warunkach niewoli. Tę postawę reprezentowała ortodoksja i mieszczaństwo żydowskie. Trzecią asymilacją była biała asymilacja. Nie została ona przedstawiona negatywnie. Reprezentują ją osoby wychowane w tradycji polskiej literatury i romantyzmu, polskiej walce o niepodległość. Osoby te przejawiały także zainteresowanie kulturą hebrajską i tradycją żydowską. Takie osoby przedstawiono jako nadzieję dla wyzwolenia Żydów.
Bejtar miał upowszechniać wśród Żydów idee dotyczące zachowania i etyki. Postawę tę określono terminem hadar (hebr. הדר). Należy go rozumieć jako zbiór pewnych wartości, postaw i zachowań. Był to honor, chwała i duma z bycia Żydem. W to słowo wpisywało się też piękno, szlachetność i majestat człowieka. Hadar odnosił się do relacji międzyludzkich, silnej woli oraz niezłomności. Miała to być postawa reprezentowana w życiu publicznym.
Gospodarczo Betar odrzucał oraz krytykował, socjalizm, jak i kapitalizm:

(...) Dla nas nie ma kapitalistów i proletariuszy, eksploatujących i eksploatowanych, są tylko pionierzy zajmujący poszczególne placówki odbudowy. Walka klas – integralna część socjalistycznego światopoglądu opóźnia powstanie Państwa Żydowskiego, tworzy mur rozdziału między czynnikami narodu, które mają wspólnie budować. Jednym słowem, to co jest dobre dla Palestyny, jest dobrym dla nas, to co może zaszkodzić odbudowie, temu wypowiadamy nieubłaganą walkę.

Negatywny stosunek Bejtaru do socjalistów miał jednak głębsze uzasadnienie. Shavit podkreśla, iż rewizjoniści uważali wkład socjalistów w ruch syjonistyczny za szkodliwy. Żabotyński wystrzegał się łączenia idei nieżydowskich z syjonizmem, co z kolei robiła lewica (np. idea klasowości społeczeństwa). Według niego takie działania osłabiały i zatracały prawdziwy charakter nacjonalizmu żydowskiego. Co więcej, Bejtar powstał w czasach, kiedy socjalizm utożsamiany był z bolszewizmem i rewolucją komunistyczną. Zatem każdy ruch nazywający się socjalistycznym stawał się wrogiem ideowym. Shavit dodatkowo zwraca uwagę na kwestie polityczne. Żabotyński, a co za tym idzie i Bejtar, uważali, że lewicy brakuje aktywizmu politycznego. Uważano, iż socjaliści za bardzo skupiali się na gospodarce i osadnictwie rolniczym, co odwodziło ich od walki politycznej. Szawit jednak zwraca uwagę na pozytywny stosunek Żabotyńskiego do pracy organicznej, jaką wykonywała lewica.

## Historia organizacji

### Początki Bejtaru
W 1923 roku Żabotyński wyruszył w podróż po państwach bałtyckich w celu propagowania gazety „Rasswiet”. W Rydze wygłosił przemówienie aktywizmie w ruchu syjonistycznym. Na spotkaniu pojawili się przedstawiciele młodzieżowej organizacji Hasmonea, którzy po przemówieniu odbyli z Żabotyńskim oddzielne spotkanie. Osobą, która nakłoniła go do tego spotkania, był Aharon Cwi Propes, uczeń hebrajskojęzycznej i świeckiej szkoły z systemu szkół Tarbut. Miesiąc po wizycie Żabotyńskiego w Rydze powstała nowa struktura o nazwie Organizacja Syjonistycznej Aktywistycznej Młodzieży im. Josefa Trumpeldora (hebr. ההסתדרות הנוער הציוני האקטיביסטי על שם יוסף טרומפלדור, Ha-Histadrut ha-No’ar ha-Cijoni ha-Aktiwisti al szem Josef Trumpeldor). Jej członkowie określali się mianem uczniów Żabotyńskiego. Bejtar został oficjalnie powołany do życia 27 grudnia 1923 roku w Rydze przez 13 członków Hasmonei.
W Polsce, zanim powstał Bejtar, również istniały organizacje żydowskie, które podzielały poglądy Żabotyńskiego. W 1925 roku w Stanisławowie Ministerstwo Spraw Wewnętrznych zalegalizowało pierwszą organizację młodzieży żydowskiej o nazwie Żydowski Skaut. Jego przywódcą był Adalbert Bibring. W Krakowie funkcjonowała natomiast organizacja o nazwie Ha-Szomer ha-Tahor (hebr. הַשׁוֹמֵר הַטָהוֹר, dosł. Niepokalany Strażnik) o antykomunistycznym charakterze, którą założył Rubin Feldszuh (znany również pod nazwiskiem Ben-Szem). W 1927 roku w Warszawie rozpoczął współpracę z Aharonem Kaplanem i razem utworzyli Ha-Szomer ha-Leumi (hebr. הַשׁוֹמֵר הַלְאֻמִּי, pol. Narodowy Strażnik). W tym samym roku Feldszuh zastąpił Bibringa na stanowisku dowódcy polskiego Bejtaru. Podczas swojej kadencji nadał Bejtarowi skrajnie antysocjalistyczny charakter. W Warszawie w 1922 roku Jakub Perelman założył z Józefem Rappelem skautową organizację żydowską, którą z czasem przemianowali na Ha-Szachar (hebr. הַשַׁחַר, pol. Świt). Ruch miał charakter militarystyczny i autorytarny. Ben-Jerucham, za wspomnieniami Jakira Har-Zahawa, podaje, że Ha-Szachar powstała w 1923 roku. W 1926 roku miała miejsce pierwsza krajowa konferencja Ha-Szachar, na której pojawiło się 270 przedstawicieli.
W 1927 roku założono polski oddział Bejtaru. Jego pierwszym dowódcą został Bibring, a pierwszą siedzibą Stanisławów. Bibring nadał polskiej strukturze paramilitarny charakter.

### Konferencja Bejtaru w Warszawie w 1929 roku

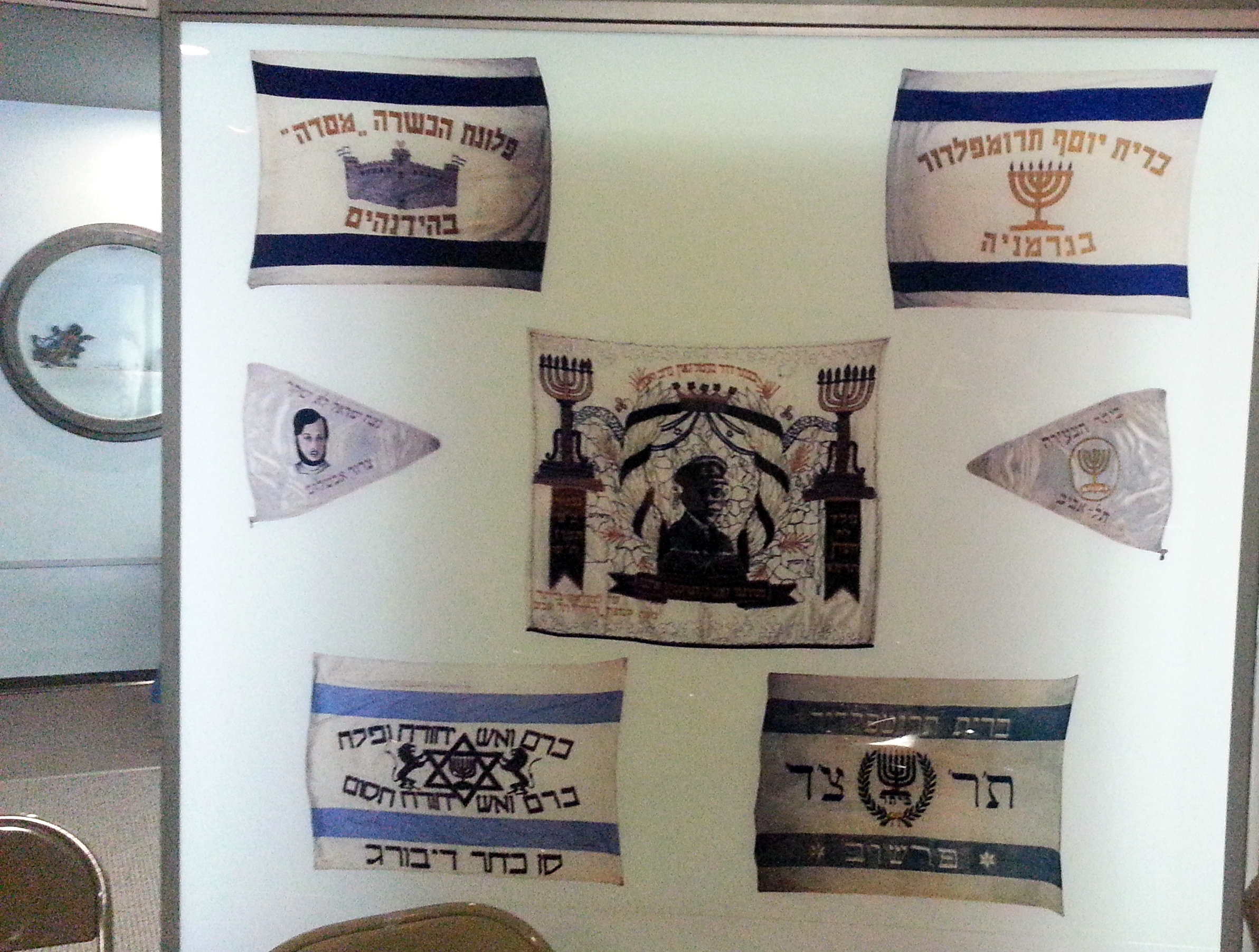
Flagi Bejtaru na wystawie w Instytucie Żabotyńskiego w Tel Awiwie

W styczniu 1929 roku miała miejsce pierwszy międzynarodowy zjazd Bejtaru, który odbył się w Warszawie w Teatrze Kamińskiego. Konferencja była zamknięta dla osób postronnych. Obecni na niej byli przedstawiciele Bejtaru z Polski, Rumunii, Łotwy (przedstawiciele z Łotwy występowali również w imieniu Bejtaru litewskiego), Czechosłowacji, Niemiec i Francji. Obrady poprzedzone zostały zorganizowanym przemarszem pod Grób Nieznanego Żołnierza, nabożeństwem za Josefa Trumpeldora w Wielkiej Synagodze i przemarszem z pochodniami po dzielnicy żydowskiej. Na spotkaniu Żabotyński został wybrany na stanowisko Rosz Bejtar (hebr. ראש בית''ר). Według Shindlera sprawiło to, że można było być „członkiem «ruchu Żabotyńskiego», ale niekoniecznie «członkiem ruchu rewizjonistycznego»”, a więc Bejtar stał się autonomiczną strukturą w ramach rewizjonizmu. Wszystkie kandydatury na dowódców krajowych miałyby być akceptowane przez Rosz Bejtar, czyli Żabotyńskiego, a nie przez struktury ruchu rewizjonistycznego. Ustalono, iż przed emigracją do Palestyny każdy członek organizacji będzie musiał przejść przez trzy poziomy szkolenia (hebr. l.mn. דרגות, dragot). Jeżeli ktoś nie mógł dokonać aliji przenoszony był do rezerwy Bejtaru. Ustandaryzowano także umundurowanie członków, na którym miały znaleźć się stopnie i oznaczenia symbolizujące stopień członka. Symbolem Bejtaru ogłoszono menorę, a za sztandar organizacji uznano pierwszą flagę ruchu syjonistycznego. Członkowie ruchu od teraz mieli się pozdrawiać słowami „Tel Chaj”. Na zjeździe starły się również dwie wizje Bejtaru, łotewska, promująca zuniformizowany ruch młodzieżowy, który ma kształtować młodych Żydów syjonistów z palestyńską wizją, która opowiadała się za organizacją zmilitaryzowaną, mającą stanowić ruch narodowowyzwoleńczy.

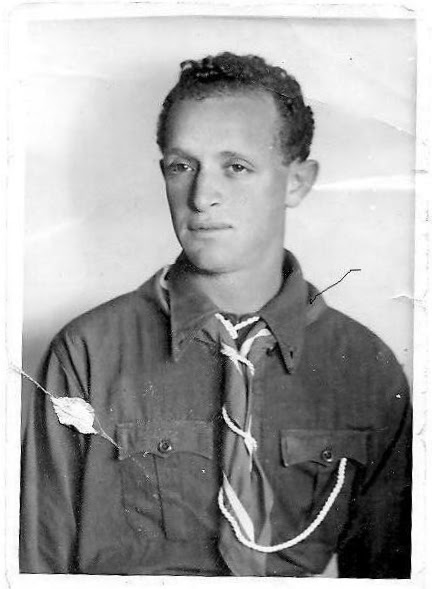
Dawid Horn – założyciel klubu Bejtar Jerozolima w koszuli i chuście Bejtaru

Od 1929 roku oddziały Bejtaru zaczęły tworzyć punkty hachszary (hebr. הכשרה, hachszara, pol. przygotowanie, trening), w których miano realizować programy przygotowania wojskowego, nauki języka hebrajskiego oraz kursy rolnicze.
Według raportów dowództwa organizacji w 1931 roku polski Bejtar liczył 13 968 członków. W Rumunii było ich 1900, Czechosłowacji – 1650, na Łotwie – 1170, Litwie – 1150, w Palestynie – 800, Stanach Zjednoczonych – 320, na Węgrzech – 184, w Chinach – 155, a w Gdańsku – 115.

### Światowa Konferencja Bejtaru w Gdańsku w 1931 roku
W dniach 12–15 kwietnia 1931 roku w Gdańsku miała miejsce Światowa Konferencja Bejtaru. Wzięło w nich udział ponad 100 reprezentanów Bejatru oraz 140 gości. Reprezentanci Bejtaru przyjechali aż z 24 krajów. Ustalono, że Bejtar powinien: kierować się monizmem, postulować utworzenie państwa żydowskiego po obu stronach rzeki Jordan, popierać tak samo aliję do Palestyny, jak i obowiązkowe szkolenia wojskowe, propagować naukę języka hebrajskiego oraz wymagać od swoich członków pełnej podległości instytucjom Bejatru . Przedstawiciele łotewskiego Bejtaru nalegali, aby ruch skupił się przede wszystkim na edukacji młodzieży i promowaniu emigracji do Palestyny. Z kolei przedstawiciele organizacji z Mandatu Palestyny uważali, że należy skupić się na obszarze Palestyny, bo to ona będzie głównym frontem walki o niepodległość państwa żydowskiego.

### Szkoła Instruktorów Bejtaru w Tel Awiwie i Szkoła Morska Bejtaru

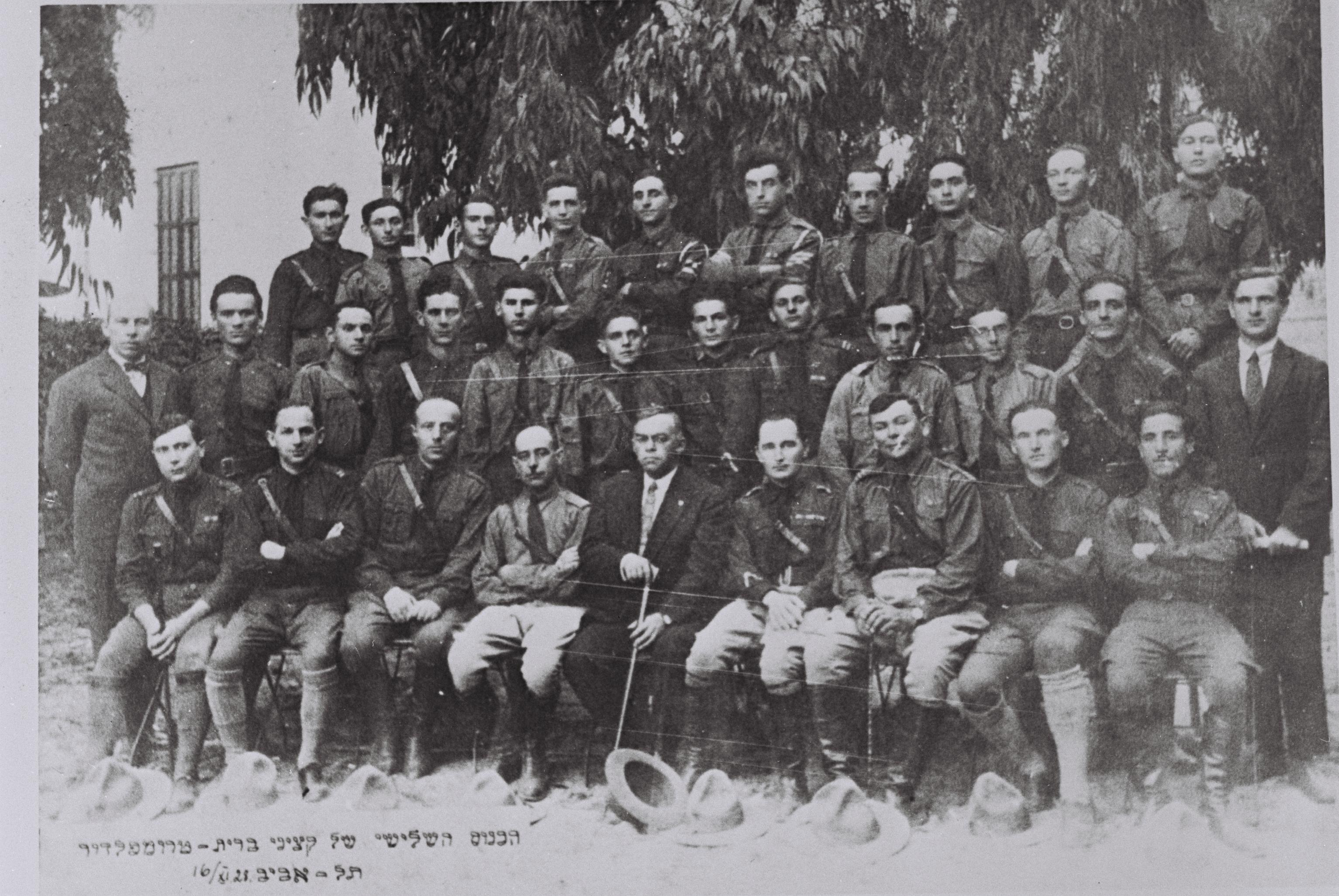
Ze’ew Żabotyński z oficerami Bejtaru w Tel Awiwie

Pod koniec lat 30. XX wieku w Tel Awiwie rozpoczęła działalność Szkoła Instruktorów Bejtaru (hebr. בית הספר למדריכים בית"ר, bejt ha-sefer le-madrichim Bejtar). 12 lutego 1929 roku jej dyrektorem został Jirmejahu Halperin. Wśród kadry pracującej w placówce znalazł się Abba Achimeir, twórca Brit ha-Birjonim. Obaj chcieli, aby szkoła nabrała radykalnego i wojskowego charakteru. Szkoła od początku budziła kontrowersje w ruchu rewizjonistycznym. Menachem Arber, ówcześnie szef sekcji sportowej Bejtaru w Palestynie, sprzeciwiał się zajęciom z przysposobienia wojskowego, które znalazły się w programie szkoły. Obawiano się, że instytucja pod wpływem radykalnej ideologii maksymalistów stanie się niezależna od ruchu. Żabotyński zezwolił jednak na działanie szkoły pod warunkiem, że jej działalność nie podzieli ruchu rewizjonistycznego w Palestynie. O stopniowym uniezależnianiu się szkoły mógł świadczyć fakt, iż Halperin pomijał w nazewnictwie instytucji nazwę Bejtaru. Żabotyński postrzegał szkołę jako przyszłą główną jednostkę edukacyjną w ruchu rewizjonistycznym, natomiast Halperin chciał kształcić w szkole elitę zbrojnego skrzydła rewizjonizmu. Szkoła nie przyczyniła się do znacznego wzrostu liczby instruktorów w Bejtarze, a jej absolwenci stali się czołowymi działaczami Irgunu.
W maju 1931 roku Halperin organizował szkołę instruktorów w Paryżu, a pod koniec 1931 roku przybył do Warszawy, aby przy pomocy Propesa założyć szkołę instruktorów we wsi Zielonka. Uczono w niej głównie przysposobienia wojskowego i samoobrony. Kursy wojskowe organizowano także w Białymstoku, Przemyślu, Lublinie czy Łodzi przy pomocy oficerów Wojska Polskiego.
W 1934 roku w Civitavecchii we Włoszech, przy pomocy lokalnych władz, Halperin otworzył Szkołę Morską Bejtaru. Miała ona odzwierciedlać zaangażowanie rewizjonistów w sprawy wojskowe oraz stanowić realizację pomysłu o stworzeniu żydowskiej marynarki wojennej. Oficjalnie szkoła była podporządkowana Włochom, aby nie narażać się na krytykę pozostałych syjonistów. Kadeci mieli pełnić rolę wizytujących i poinstruowano ich, żeby nie angażowali się we włoską politykę. Halperin pisał jednak, że jego podopieczni wyrażali przychylne nastawienie wobec Benito Mussoliniego i jego rządów w tym kraju:

(...) Tak jak promienie słońca płoszą szpetne sny, tak umiał Mussolini wypędzić z serc włoskich, zmorę komunizmu. Wziął na siebie zadanie zaszczepienia w młode serca uczucia miłości ojczyzny, i dumnych myśli związanych z tym celem. (...) Brit Trumpeldor jest również owocem narodowej rewolucji duchowej, skierowanej przeciw czerwonej chorobie, która osłabia siły witalne społeczeństwa żydowskiego i usiłuje sparaliżować jego energię wyzwoleńczą, wiążąc złudnie jego przyszłość z mirażami możliwości bytu w zrewolucjonizowanej diasporze. (...)

We Włoszech Bejtar podjął współpracę między innymi z młodzieżową, faszystowską organizacją Balilla. Włoska prasa wyrażała uznanie wobec członków Bejtaru za poparcie włoskiej kampanii w Abisynii. Sam Mussolini miał chwalić rewizjonistów za przedsięwzięcie:

(...) Dyktator Włoch, Mussolini wyraził się o szkole tej z uznaniem. Dziś interesują się tą szkołą setki młodych żydów, pragnących poświęcić się pracy na morzu. (...)

W 1938 roku szkoła została zamknięta przez Włochów. W okresie jej funkcjonowania ukończyło ją 162 kadetów. Placówka nabyła również okręt szkolny nazwany „Sara 1”.

### Dżentelmeńskie porozumienie
Na przełomie lat 20. i 30. XX wieku Bejtar był organizacją o rozwiniętych strukturach i rosnącej liczbie członków. W 1930 roku 60% członków polskiego Bejtaru miało ponad 17 lat, a raporty organizacji we Wschodniej Galicji stanowiły, że 56% członków Bejtaru miało 18 lat lub więcej. Stanowiło to problem, ponieważ Bejtar stawał się czymś więcej niż organizacją młodzieżową stanowiącą zaplecze dla przyszłych elit Unii Syjonistów Rewizjonistów. Me’ir Grossman oraz londyńskie struktury unii postanowiły podjąć działania mające na celu zapobieżenie radykalizacji Bejtaru, oddalania się go od głównych struktur ruchu rewizjonistycznego i utrzymania hegemonii unii w rewizjonizmie. Z kolei przedstawiciele Bejtaru uważali, że członkowie ruchu nie powinni należeć do żadnej formacji politycznej, a ich przygotowanie miało służyć przyszłym żydowskim siłom zbrojnym. W celu uspokojenia narastających sporów w kwietniu 1931 roku podpisano tzw. dżentelmeńskie porozumienie. Stanowiło ono, że po ukończeniu 18. roku życia członkowie Bejtaru mieli wstąpić w szeregi ruchu rewizjonistycznego i przestrzegać demokratycznych zasad ruchu. Jednak w tym samym dokumencie Żabotyński zawarł zapis, iż po ukończeniu 18 lat każdy członek Bejatru będzie stanowić rezerwę ruchu i wykonywać polecenia dowództwa Bejtaru.

### Relacje Bejtar-Irgun w Palestynie
Początkowo w Mandacie Palestyny członkowie Bejtaru wstępowali w szeregi Hagany, którą postrzegali jako zalążek przyszłych żydowskich sił zbrojnych. Jednak wraz z postępującą radykalizacją Bejtaru w myśl idei, że stanowić on będzie rewolucyjny ruch narodowowyzwoleńczy wyznający zasady militaryzmu, zaczęło dochodzić do podziałów w Haganie. Ponadto wielu rewizjonistów było niezadowolonych ze zbyt mało aktywnej działalności Hagany podczas zamieszek w Palestynie w 1929 roku. W 1931 roku część członków Hagany opuściło jej szeregi i stworzyło Haganę Bet. W 1936 roku doszło do wybuchu powstania arabskiego w Palestynie. Władze Jiszuwu zarządziły politykę hawlagi, czyli samopowstrzymywania się przed odwetowymi atakami na ludność arabską, co nie zostało zaakceptowane przez rewizjonistów. Dokonywali oni ataków odwetowych. W 1937 roku Królewska Komisja przedstawiła swój plan podziału mandatu. Część Hagany Bet z jej dowódcą Awrahamem Tehomim uznała, że powstanie państwa żydowskiego jest bliskie i wstąpili ponownie do Hagany (tzw. pierwszy podział w Irgunie). Ci którzy pozostali w Haganie Bet byli głównie członkami Bejtaru. Ponadto wszyscy członkowie rewizjonistycznej młodzieżówki dokonujący aliji do Palestyny, również stawali się członkami Irgunu. W 1937 roku wybrano nowe dowództwo Irgunu, które składało się w większości z członków Bejtaru: szefem kwatery głównej Irgunu został Mosze Rozenberg – dowódca Bejtaru w Tel Awiwie, dowódcą na obszar Hajfy został Chanoch Kala’i – członek Bejtaru, dowódcą Irgunu został Robert Bitker – były dowódca batalionu złożonego z członków Bejtaru Brygady Żydowskiej w Szanghaju i przedstawiciel Bejtaru w Chinach.

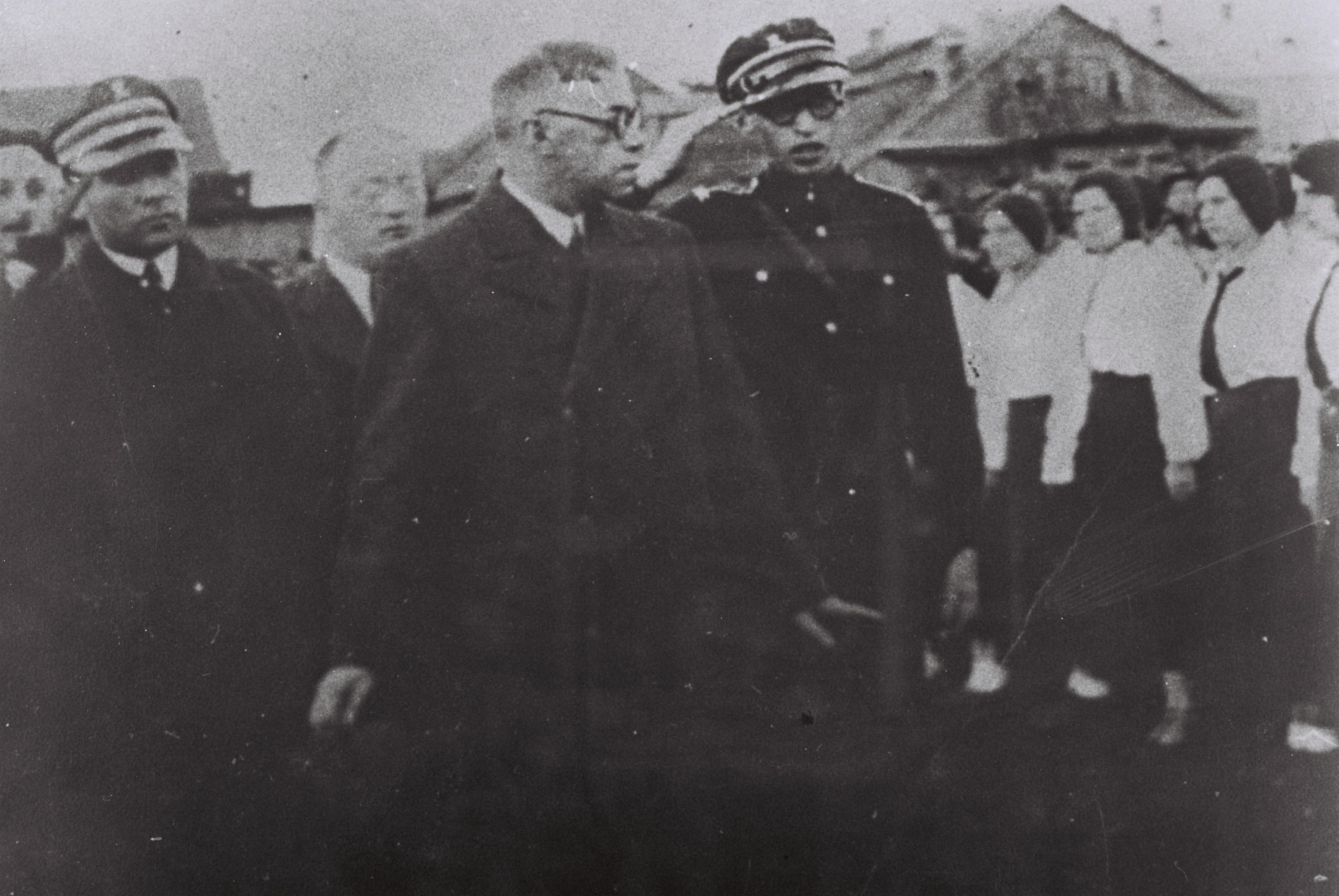
Ze’ew Żabotyński z Menachemem Beginem (po prawej) w Pińsku w 1933 roku

W drugiej połowie lat 30. XX wieku w Bejtarze umacniały się poglądy radykalne nawołujące do przekształcenia syjonizmu w ruch rewolucyjny. Polityka NSDAP w III Rzeszy, arabskie powstanie w Palestynie oraz rosnący antysemityzm w Polsce sprawiał, że palestyńskie i polskie struktury Bejtaru postrzegały kosmopolityzm Żabotyńskiego za niewystarczający. Nawoływano do zbrojnej odpowiedzi na arabskie ataki na Żydów w Palestynie. Działacze tacy jak Menachem Begin hołdowali ideom samopoświęcenia, walki zbrojnej. Krytykowano fakt, iż przywództwo rewizjonistyczne traciło kontakt z młodzieżą, a ambicje obu środowisk coraz bardziej różniły się. Działania Bejtaru i Irgunu w mandacie zaczęły być potępiane przez struktury Nowej Organizacji Syjonistycznej, a członkowie obu ugrupowań nazwani zostali „buntownikami”, którzy działali nielegalnie. Postępującą radykalizację rewizjonistycznej młodzieży wykorzystywali wysłannicy Irgunu, którzy chcieli, aby jak najwięcej młodych wspierało ich działania. Poprzez kontakty Begina z Awrahamem Sternem i Dawidem Razi’elem Irgun zyskiwał wpływy w polskich strukturach Bejtaru. W 1934 roku w Bejtarze było 70 000 członków, z czego aż 40 000 znajdowało się w Polsce . Heller uważa, że Irgun wykorzystywał fakt, iż Żabotyński nie był w stanie jednocześnie kontrolować ruchu rewizjonistycznego w różnych częściach świata. Wiele z działań Irgunu docierało do wiadomości przywódcy ruchu po fakcie. Ponadto w drugiej połowie lat 30. dochodziło coraz częściej do starć, niejednokrotnie kończących się ofiarami po obu stronach, pomiędzy oddziałami Bejtaru i polskimi narodowcami. Heller dokonał analizy przedwojennych wspomnień, w których odnalazł informacje, iż polski Bejtar korzystał między innymi z podręcznika samoobrony i walki wydanego przez Halperina.

### Alija Af Al Pi
Żabotyński uważał, że emigracja do Palestyny jest elementem rozwiązania problemu żydowskiego w Europie. Nie była ona jednak łatwa ze względu na limity osób, które mogły wyjechać do Palestyny, wprowadzane przez Brytyjczyków oraz redystrybucję certyfikatów i pozwoleń na wyjazd przez Agencję Żydowską, która to z kolei przydzielała je według ustalonych pul dla organizacji przeprowadzających emigrację. W związku z tym wielu Żydów w ramach Alii Bet szukało sposobów na to, żeby dostać się do Palestyny i tam pozostać. Była to m.in. turystyka palestyńska, opierająca się na wykupowaniu biletu na rejs do Mandatu Palestyny w jedną stronę. Inni przybywali na studia, po których nie wracali do Europy, zawierali małżeństwa (często fikcyjne) z obywatelami Mandatu Palestyny, brali udział w pielgrzymkach, czy też brali udział w żydowskich zawodach sportowych w Palestynie – makabiadach – z których nie wracali. Żabotyński uznał, że Brytyjczycy nie mają prawa zakazywać młodzieży żydowskiej aliji, ponieważ całe swe życie poświęciła ona na przygotowania do wyjazdu. Ograniczenia, jak twierdził, mogły spowodować niebezpieczne dla Wielkiej Brytanii skutki, a każde działanie przeciw temu państwu uznał za etyczne.
W 1934 roku swój pierwszy nielegalny transport zorganizował Bejtar z ok. 100 osobami, w większości z Polski. Nie powiódł się ze względu na złą pogodę i błędną komunikację u wybrzeży Tel Awiwu. Rewizjoniści zorganizowali także przerzut przez granice z Libanem i Syrią. Drugi transport morski w 1934 roku również się częściowo nie powiódł. Od tego czasu rewizjoniści zaniechali organizowania przerzutów. Sytuacja zmieniła się w 1937 roku, kiedy Brytyjczycy zmniejszyli roczny limit certyfikatów z 61 900 na 10 500. Mosze Galili, członek Bejtaru, był pomysłodawcą Alii Af Al Pi. Nawiązał kontakt z przywódcami Unii Syjonistów Rewizjonistów, którzy obiecali zapewnić fundusze na taką operację. Pierwszy statek w ramach rewizjonistycznej emigracji wypłynął z Pireusu w 1937 roku i zakończył się sukcesem. Galili wrócił do Aten, żeby przygotować kolejny rejs. Galili chciał dać priorytet Żydom z Niemiec, z kolei rewizjoniści wytypowali Żydów m.in. z Austrii i Polski, co doprowadziło do zerwania współpracy z Galilim. Mimo zerwania kontaktów Bejtar kontynuował organizowanie transportów. W celu koordynacji przedsięwzięcia rewizjoniści utworzyli Centrum Alii w Paryżu. Na jego czele stanął Ari Żabotyński, syn Ze’ewa. Bejtar odpowiedzialny był za transport lądowy Żydów do portów w Grecji lub Rumunii, Nowa Organizacja Syjonistyczna zabezpieczała operacje finansowo, z kolei Irgun zabezpieczał przerzuty zbrojnie. W celu mylenia brytyjskich patroli starano się dokonywać wyładunku emigrantów w nocy. Wtedy nawiązywano łączność z Irgunem, który kierował statek do brzegu lub wypływał łodziami.

### Światowa Konferencja Bejtaru w Warszawie w 1938 roku
Do starcia militarystycznej wizji syjonizmu z Żabotyńskim doszło we wrześniu 1938 roku w Warszawie na Światowej Konferencji Bejtaru. Begin, Natan Jelin-Mor i Szmu’el Merlin wezwali do zmiany doktryny ruchu, zerwania z probrytyjską postawą rewizjonistów. Konferencja odbyła się trzy miesiące po powieszeniu Szlomo Ben Josefa w Palestynie przez Brytyjczyków. Żabotyński nawoływał, aby ruch rewizjonistyczny pozostał przy polityce dyplomacji i zerwał z agresywnymi działaniami w mandacie. Begin wraz z członkami Irgunu uważali, że Żydzi powinni wzmocnić nielegalną imigrację do Palestyny zamiast opierać się na politycznych naciskach na Wielką Brytanię. Begin oświadczył, że Bejtar stał się początkiem ery zbrojnego syjonizmu, który musi aktywnie przeciwstawić się arabskim działaniom zbrojnym w Palestynie.

### Ugoda paryska z 1939 roku

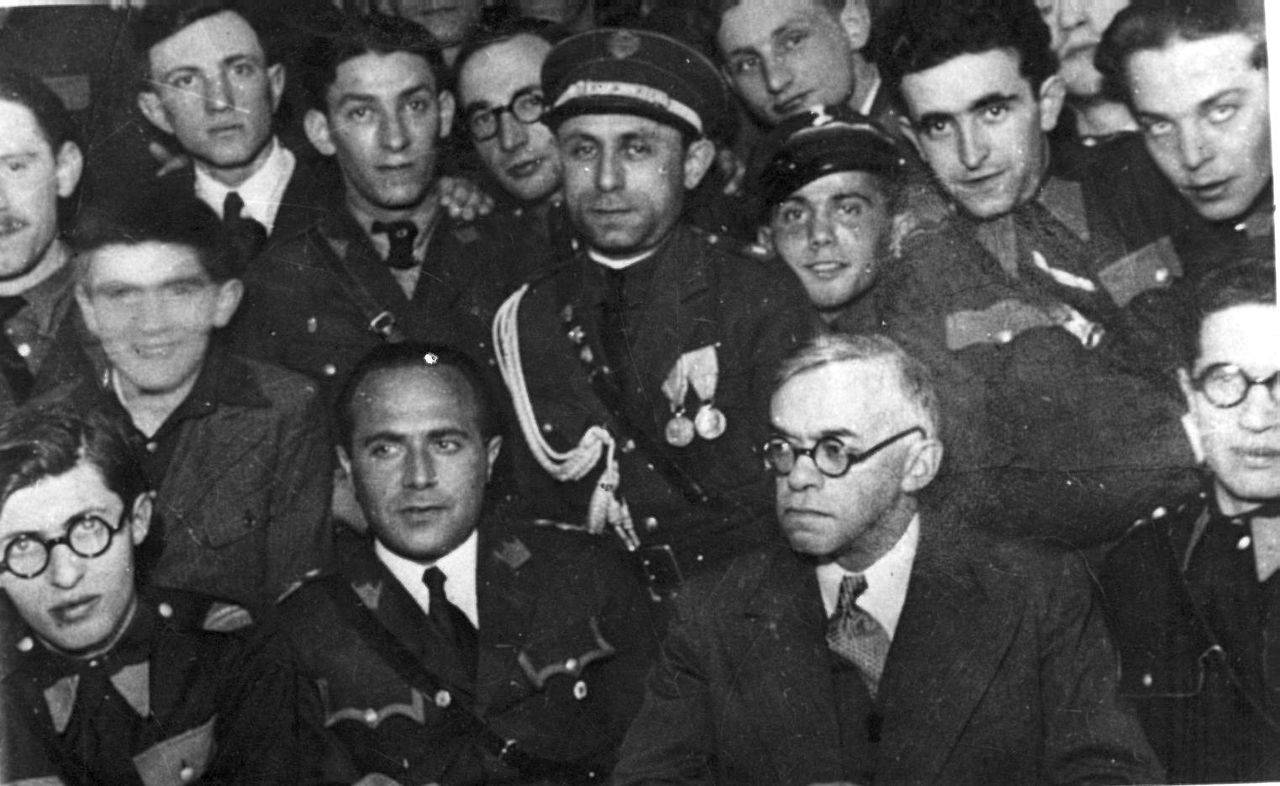
Wizyta Żabotyńskiego w Warszawie w 1939 roku. Na dole od prawej: Ze’ew Żabotyński (w garniturze), Aharon Cwi Propes i Menachem Begin.

W 1939 roku w Paryżu zaniepokojony rosnącym wpływem Ecelu wśród członków Bejtaru przywódca rewizjonistów zawarł ugodę z dowództwem Irgunu. Razi’el został mianowany dowódcą Bejtaru w Palestynie, a w zamian Irgun miał się powstrzymać z ingerowaniem w sprawy Bejtaru w Europie i Stanach Zjednoczonych. Ponadto warszawski oddział Bejtaru miał zajmować się rekrutacją i szkoleniem nowych bojowników Irgunu, którzy wywodzili się ze struktur Bejtaru. Pomimo ugody Ecel nie zaprzestał swojej aktywności w strukturach Bejtaru. Dalsza rekrutacja do Irgunu odbywała się bez wiedzy Żabotyńskiego i była prowadzona przez Sterna, Jelina-Mora oraz Awrahama Ampera.
W 1939 roku Propes, przeciwnik wpływów Irgunu w Bejtarze, postanowił zrzec się stanowiska dowódcy Bejtaru w Polsce. W swoje miejsce zaproponował Szimszona Juniczmana, który związany był z działaniami zbrojnymi Irgunu w Palestynie. Ten jednak odmówił i w marcu 1939 roku Żabotyński wyznaczył Begina na dowódcę Bejtaru w Polsce.

### II wojna światowa
We wrześniu 1939 roku Żabotyński wezwał polskich rewizjonistów, którzy pozostali w Polsce, do wysiłku na rzecz obrony kraju. Begin miał zaproponować polskiej armii powstanie brygady żydowskiej w ramach jej struktur. Pomysł powołania do życia pojawił się ponownie podczas formowania Armii Polskiej w ZSRR. Propozycję taką gen. Władysławowi Sikorskiemu i ambasadorowi RP w Moskwie Stanisławowi Kotowi złożył Miron Szeskin. Pomysł ten odrzucono pomimo poparcia ze strony ppłka Leopolda Okulickiego, ppłka Stanisława Pstrokońskiego i płka Janusza Gaładyka.
Heller podaje przykłady, kiedy członkowie Bejtaru angażowali się w pomoc Polakom: w organizowaniu batalionów obrony cywilnej (Sosnowiec), budowaniu umocnień (Sanok), ochronie ludności polskiej przed Ukraińcami (Bursztyn). Część z członków postanowiło powrócić z Kresów do okupowanej przez Niemców Polski, aby pomóc w organizowaniu podziemnych organizacji, za co zostali skrytykowani przez palestyńskich działaczy Bejatru, którzy nawoływali do natychmiastowej emigracji.
W 1942 roku szerokie środowiska związane z przedwojennym rewizjonizmem utworzyły w getcie warszawskim Żydowski Związek Wojskowy . Również w innych gettach członkowie Bejtaru organizowali własne lub wspólne, z innymi żydowskimi środowiskami, ruchy oporu (np. Buczacz lub Łachwa).
W strukturach Bejtaru doszło także do dylematu, czy stanąć po stronie wojsk brytyjskich w walce, czy też podjąć działania przeciwko Brytyjczykom w mandacie. To drugie środowisko w 1940 roku wystąpiło z Irgunu i stworzyło Lechi pod dowództwem Sterna. Organizacja starała się nawet dotrzeć do władz niemieckich i włoskich w zaoferowaniu pomocy w walce z Wielką Brytanią, jednak oferty te zostały odrzucone. W tym samym roku Stern został zabity przez policję mandatową. Jego miejsce zajęli inni członkowie i działacze polskiego Bejtaru: Jelin-Mor, Jisra’el Scheib (później Eldad) oraz Jicchak Jeziernicki (później Szamir). W 1943 roku dowódcą Irgunu został Begin. Według Shindlera Irgun pod przywództwem Begina wybiórczo interpretował i wykorzystywał postulaty Żabotyńskiego, natomiast Lechi pod wpływami Szamira, Scheiba cyz Jelin-Mora reprezentowała podejście postrewizjonistyczne.

## Struktura przedwojennego Bejtaru

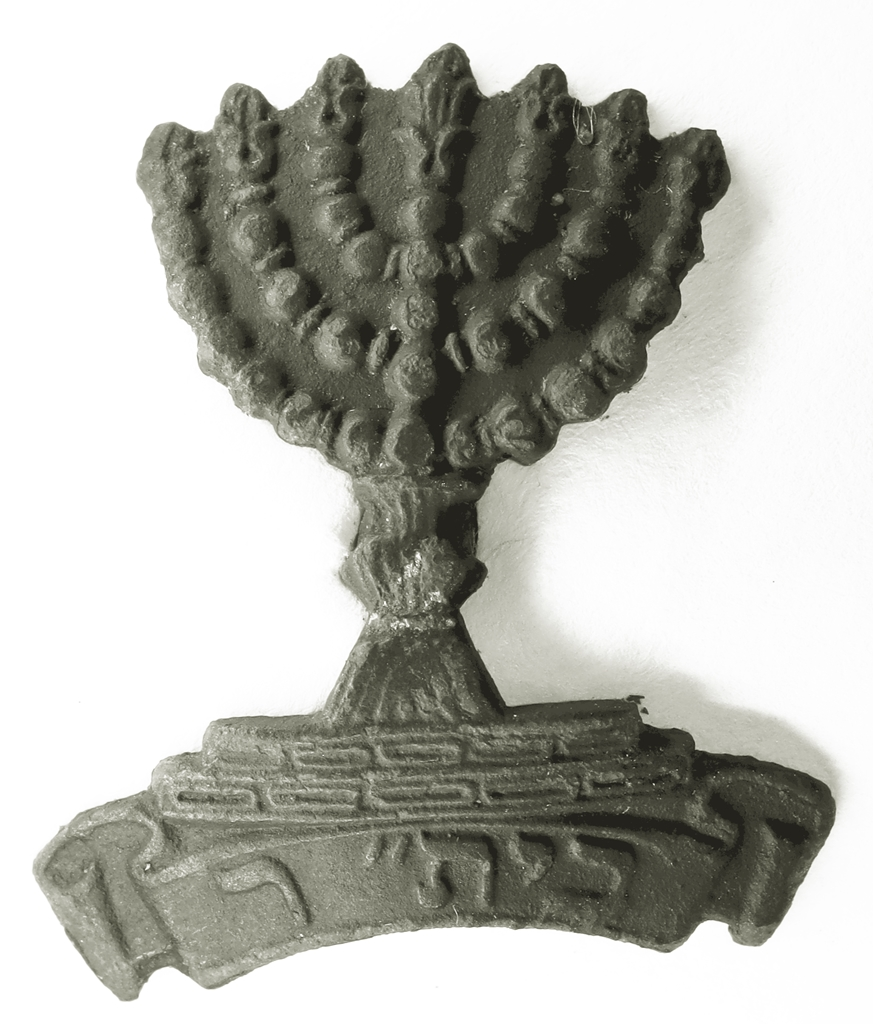
Przedwojenna odznaka Bejtaru

Struktura organizacji wyglądała następująco:
- na czele Bejtaru stał Rosz Bejtar, którym dożywotnio został wybrany Żabotyński,
- Szilton Bejtar (sztab/sekretariat Bejtaru) i Rosz ha-Szilton (przewodniczący sztabu/sekretariatu) z siedzibą w Paryżu,
- egzekutywa Bejtaru/Komisariat z siedzibą w Warszawie,
- Snif, czyli oddział krajowy lub regionalny, na czele którego stał Naciw,
- oddziały lokalne i bataliony.

W trakcie istnienia Bejtaru wyodrębniły się następujące podziały organizacyjne:
- Ken (oddział paramilitarny),
- oddziały pracy (głównie w osiedlach rolnych w Palestynie),
- członkowie Bejtaru lub Histadrut ha-Owdim ha-Le’umit.

## Bejtar współcześnie
Współcześnie Bejtar pozostaje międzynarodowym żydowskim ruchem młodzieżowym. Obecnie promuje wartości takie jak miłość do Ziemi Izraela, Państwa Izrael i narodu izraelskiego, wzmacnianie siły Izraela oraz osiedlanie się w każdej części Ziemi Izraela. Bejtar prowadzi trzy programy edukacyjne dla młodzieży żydowskiej z krajów Wspólnoty Niepodległych Państw, program szkoleń przedwojskowych dla francuskich Żydów oraz program przygotowawczy dla młodzieży żydowskiej z całego świata. Organizacja prowadzi również działania mające na celu propagowanie myśli syjonistycznej w myśl idei Żabotyńskiego. Bejtar zajmuje się także organizacją spotkań, konferencji, wydawaniem książek i druków.
Bejtar posiada swoje oddziały w 30 krajach na świecie, wśród nich między innymi w Urugwaju, we Włoszech, w Argentynie, Brazylii, Południowej Afryce, Francji i Rosji.

## Film dokumentalny „Betar”
W 2011 r. powstał film dokumentalny o ruchu syjonistów-rewizjonistów pt. „Betar” – Żydzi wyklęci, w reż. Roberta Kaczmarka i pod kierownictwem merytorycznym oraz ze scenariuszem dra Piotra Gontarczyka, w produkcji Film Open Group.